# Бідилівське водосховище
 Бідилівське водосхо́вище  — невелике руслове водосховище на балці Княжна в басейні річки Мерчик (ліва притока р. Мерла). Розташоване в Краснокутському районі Харківської області.
- Водосховище побудовано в 1977 році по проекту Харківської експедиції Укрдіпроводгосп.
- Призначення — зволоження осушених земель в заплавах річок Мерла і Мерчик, риборозведення та технічне водопостачання Дублянського спиртзаводу.
- Вид регулювання — багаторічне.

## Основні параметри водосховища
- нормальний підпірний рівень — 129,2 м;
- форсований підпірний рівень — 130,8 м;
- рівень мертвого об'єму — 126,4 м;
- повний об'єм — 1,77 млн м³;
- корисний об'єм — 1,435 млн м³;
- площа дзеркала — 39,62 га;
- довжина — 4,15 км;
- середня ширина — 0,177 км;
- максимальні ширина — 0,28 км;
- середня глибина — 2,19 м;
- максимальна глибина — 6,50 м.

## Основні гідрологічні характеристики
- Площа водозбірного басейну — 71,0 км².
- Річний об'єм стоку 50 % забезпеченості — 2,28 млн м3.
- Паводковий стік 50 % забезпеченості — 1,76 млн м3.
- Максимальні витрати води 1 % забезпеченості — 61 м3/с.

## Склад гідротехнічних споруд
- Глуха земляна гребля довжиною — 307 м, висотою — 10,8 м, шириною — 10 м. Закладення верхового укосу — 1:5, низового укосу — 1:2,5.
- Шахтний водоскид із монолітного залізобетону висотою — 7,7 м, розмірами 2(3х5)м.
- Водовідвідна труба двохвічкова, розмірами 2(2,5х2,1)м.
- Донний водоспуск із двох сталевих труб діаметром 500 мм, суміщений із шахтним водоскидом. Дві засувки водоскиду розташовані у водоскидній шахті. Розрахункова витрата — 2,8 м3/с.

## Використання водосховища
Водосховище було побудовано для зрошення в колгоспах ім. Горького та «Дружба».
На даний час використовується для риборозведення.
Водосховище знаходиться на балансі Краснокутського міжрайонного управління водного господарства.